# Eleutherobia splendens
Eleutherobia splendens is een zachte koraalsoort uit de familie Alcyoniidae. De koraalsoort komt uit het geslacht Eleutherobia. Eleutherobia splendens werd in 1931 voor het eerst wetenschappelijk beschreven door Thomson & Dean. 